# フランシス・マシュー (初代ランダフ伯爵)
初代ランダフ伯爵フランシス・マシュー（英語: Francis Mathew, 1st Earl Landaff、1738年9月 – 1806年7月30日）は、アイルランドの貴族、政治家。

## 生涯
トマス・マシュー（Thomas Mathew、1777年没）とメアリー・マシュー（Mary Mathew、リチャード・マシューの娘）の息子として生まれた。カトリック教徒として育てられ、1761年4月にダブリン大学トリニティ・カレッジに入学した。
1769年から1806年までティペラリー首席治安判事を務めた。1768年から1783年までティペラリー選挙区の代表としてアイルランド庶民院議員を務めた後、1783年10月12日にトマスタウンのランダフ男爵に叙され、14日にアイルランド貴族院議員に正式に就任した。その後、1793年12月4日にランダフ子爵に、1797年11月22日にランダフ伯爵に叙された。
1794年から1797年まで第114歩兵連隊隊長を務めた。
1801年にグレートブリテン及びアイルランド連合王国が成立すると、アイルランド貴族代表議員に選出され、以降死去するまで務めた。
1806年7月30日に死去、長男フランシス・ジェームズが爵位を継承した。

## 家族
1764年9月6日、エリシャー・スミス（Elisha Smyth、1743年ごろ – 1781年8月9日、ジェームズ・スミスの娘）と結婚、2男をもうけた。
- フランシス・ジェームズ（1768年1月 – 1833年3月12日） - 第2代ランダフ伯爵[1]
- モンタギュー・ジェームズ（英語版）（1773年8月18日 – 1819年3月20日） - 連合王国庶民院議員、生涯未婚[2]

1784年6月7日、キャサリン・スケッフィントン（Catherine Skeffington、1752年7月15日洗礼 – 1796年2月9日、初代マッセリーン伯爵クロットワーシー・スケッフィントンの娘）と再婚、1男1女をもうけた。
- ジョージ・トビー・スケッフィントン（George Toby Skeffington、1832年没）
- エリザベス（1842年12月14日没[3]）

1799年5月30日、ジェレマイア・コグラン（Jeremiah Coghlan）の次女と再婚したが、2人の間に子供はいなかった。